# Liste der Stolpersteine in Heusenstamm
Die Liste der Stolpersteine in Heusenstamm enthält die Stolpersteine, die im Rahmen des gleichnamigen Kunst-Projekts von Gunter Demnig in Heusenstamm verlegt wurden. Mit ihnen soll an die Opfer des Nationalsozialismus erinnert werden, die in Heusenstamm lebten und wirkten.

## Liste der Stolpersteine
| Name                  | Adresse               | Bild                                   | Inschrift                                                                                | Verlegedatum | Biografie und Anmerkungen |
| --------------------- | --------------------- | -------------------------------------- | ---------------------------------------------------------------------------------------- | ------------ | ------------------------- |
| Klara Gutenstein      | Borngasse 11 ·        | Stolperstein für Klara Gutenstein      | Hier wohnte Klara Gutenstein Jg. 1888 Flucht in den Tod April 1939                       | 7. März 2007 |                           |
| Isidor Gutenstein     | Borngasse 11 ·        | Stolperstein für Isidor Gutenstein     | Hier wohnte Isidor Gutenstein Jg. 1896 verhaftet 1938 deportiert Auschwitz ermordet 1943 | 7. März 2007 |                           |
| Julius Rollmann       | Eckgasse 2 ·          | Stolperstein für Julius Rollmann       | Hier wohnte Julius Rollmann Jg. 1862 deportiert 1942 Theresienstadt tot 22.9.1942        | 7. März 2007 |                           |
| Sarah Rollmann        | Eckgasse 2 ·          | Stolperstein für Sarah Rollmann        | Hier wohnte Sarah Rollmann Jg. 1865 deportiert 1942 Theresienstadt tot 6.2.1943          | 7. März 2007 |                           |
| Amalie Reinhardt      | Feldstraße 12 ·       | Stolperstein für Amalie Reinhardt      | Hier wohnte Amalie Reinhardt Jg. 1859 deportiert ???                                     | 7. März 2007 |                           |
| Sally Reinhardt       | Feldstraße 12 ·       | Stolperstein für Sally Reinhardt       | Hier wohnte Sally Reinhardt Jg. 1876 deportiert 1942 Richtung Osten ???                  | 7. März 2007 |                           |
| Selma Reinhardt       | Feldstraße 12 ·       | Stolperstein für Selma Reinhardt       | Hier wohnte Selma Reinhardt Jg. 1916 Flucht 1939 USA überlebt                            | 7. März 2007 |                           |
| Fanny Reinhardt       | Feldstraße 12 ·       | Stolperstein für Fanny Reinhardt       | Hier wohnte Fanny Reinhardt geb. Kahan Jg. 1879 deportiert 1942 Richtung Osten ???       | 7. März 2007 |                           |
| Moritz Eckmann        | Schlossstraße 17/19 · | Stolperstein für Moritz Eckmann        | Hier wohnte Moritz Eckmann Jg. 1888 deportiert 1942 Richtung Osten ???                   | 7. März 2007 |                           |
| Johanna Eckmann       | Schlossstraße 17/19 · | Stolperstein für Johanna Eckmann       | Hier wohnte Johanna Eckmann geb. Frankfurter Jg. 1889 deportiert 1942 Richtung Osten ??? | 7. März 2007 |                           |
| Simon Eckmann         | Schlossstraße 17/19 · | Stolperstein für Simon Eckmann         | Hier wohnte Simon Eckmann Jg. 1889 deportiert 1942 Richtung Osten ???                    | 7. März 2007 |                           |
| Beatrice Eckmann      | Schlossstraße 17/19 · | Stolperstein für Beatrice Eckmann      | Hier wohnte Beatrice Eckmann Jg. 1922 deportiert 1942 Richtung Osten ???                 | 7. März 2007 |                           |
| Jenny Rollmann        | Schulstraße 3 ·       | Stolperstein für Jenny Rollmann        | Hier wohnte Jenny Rollmann geb. Strauss Jg. 1874 deportiert 1941 Łodz ermordet           | 7. März 2007 |                           |
| Hugo Rollmann         | Schulstraße 3 ·       | Stolperstein für Hugo Rollmann         | Hier wohnte Hugo Rollmann Jg. 1900 deportiert 1941 Łodz ermordet                         | 7. März 2007 |                           |
| Rosa Rollmann         | Schulstraße 3 ·       | Stolperstein für Rosa Rollmann         | Hier wohnte Rosa Rollmann geb. Reichenberg Jg. 1908 deportiert 1941 Łodz ermordet        | 7. März 2007 |                           |
| Helmut Jonas Rollmann | Schulstraße 3 ·       | Stolperstein für Helmut Jonas Rollmann | Hier wohnte Helmut Jonas Rollmann Jg. 1934 deportiert 1941 Łodz ermordet                 | 7. März 2007 |                           |